# Bálint Korpási
Bálint Korpási (* 30. März 1987 in Esztergom) ist ein ungarischer Ringer. Er wurde 2016 Weltmeister und 2017 Europameister im griechisch-römischen Stil, jeweils in der Gewichtsklasse bis 71 kg Körpergewicht.

## Werdegang
Bálint Korpási begann als Jugendlicher 1997 in Budapest mit dem Ringen. Er konzentriert sich dabei auf den griechisch-römischen Stil und gehört dem Großverein Budapest Vasutas SC (BVSC) an. Trainiert wurde bzw. wird er hauptsächlich von Ferenc Bacsa, Ferenc Takacs und György Struhacs. Er ist auch in deutschen Ringerkreisen sehr bekannt, denn seit 2013 ringt er in der deutschen Bundesliga für den ASV Mainz 88.
Als Juniorenringer gewann er bei internationalen Meisterschaften mit dem 2. Platz bei der Junioren-Europameisterschaft (Cadets) in Albena/Bulgarien in der Gewichtsklasse bis 50 kg, mit dem 2. Platz bei der Junioren-Europameisterschaft in Szombathely in der Gewichtsklasse bis 60 kg und mit dem 3. Platz bei der Junioren-Europameisterschaft 2007 in Belgrad in der Gewichtsklasse bis 66 kg erste Medaillen.
2008 wurde Bálint Korpási in der Gewichtsklasse bis 66 kg auch erstmals ungarischer Meister bei den Senioren. Diesen Titel gewann er auch 2010 und 2011 in der Gewichtsklasse bis 66 kg sowie 2014, 2016 und 2017 in der Gewichtsklasse bis 71 kg Körpergewicht. 2008 versuchte er sich in der Gewichtsklasse bis 60 kg in Novi Sad für die Olympischen Spiele in Peking zu qualifizieren. Mit einem 23. Platz scheiterte er jedoch daran. Das starke Abtrainieren hatte bei ihm zu viel Substanz gefordert. In den nächsten Jahren startete er deshalb in der Gewichtsklasse bis 66 kg. Er hatte allerdings das Problem, dass er in dieser Gewichtsklasse in Ungarn mit Tamás Lőrincz einen absoluten Weltklasseringer als Konkurrenten für die Startplätze bei internationalen Meisterschaften hatte, der ihm meist den Rang ablief.
Aus diesem Grunde konnte Balint Korpasi von 2009 bis 2014 keine weiteren Erfolge bei internationalen Meisterschaften erzielen. Lediglich 2010 kam er bei der Universitäten-Weltmeisterschaft in Turin in der Gewichtsklasse bis 66 kg hinter Rasul Tschunajew aus Aserbaidschan auf den 2. Platz. 2013 startete er bei der Welt- und der Europameisterschaft sogar in der Gewichtsklasse bis 74 kg, weil die Gewichtsklasse bis 66 kg von Tamás Lőrincz besetzt war. Er konnte in dieser Gewichtsklasse aber keine Erfolge erzielen.
Als im Jahre 2014 vom Ringer-Welt-Verband FILA (jetzt UWW) eine Gewichtsklassenreform durchgeführt wurde und eine neue Gewichtsklasse bis 71 kg eingeführt wurde, hatte Bálint Korpási die auf seine Physis direkt zugeschnittene Gewichtsklasse gefunden und er erzielte schlagartig große Erfolge ein. Bei den 1. Europäischen Spielen 2015 in Baku wurde er in dieser Gewichtsklasse Vize-Europameister. Er besiegte dabei u. a. Frank Stäbler aus Deutschland und unterlag erst im Endkampf Rasul Tschunajew. Einen Rückschlag erlitt er allerdings bei der Weltmeisterschaft dieses Jahres in Las Vegas, denn er unterlag dort gleich in seinem ersten Kampf gegen Justin Henry Lester aus den Vereinigten Staaten und belegte deshalb nur den 30. Platz.
Im März 2016 gewann er bei der Europameisterschaft in Riga eine Bronzemedaille und im Dezember 2016 wurde er in Budapest in der Gewichtsklasse bis 71 kg nach Siegen über Kairatbek Tugolbajew, Kirgisistan, Aleksandar Maksimović, Serbien, Dawid Karecinski, Polen, Ilie Cojocaru, Rumänien und Daniel Cataraga, Moldawien, Weltmeister. Bei den Olympischen Spielen 2016 in Rio de Janeiro war er nicht am Start, da die Gewichtsklasse bis 71 kg nicht olympisch ist.
2017 wurde Balint Korpasi in Novi Sad auch Europameister. Im Finale besiegte er dabei Pawel Ljach aus Weißrussland. Bei der Weltmeisterschaft 2017 in Paris konnte er allerdings seinen Titel nach einer Niederlage im Halbfinale gegen Demeu Schadyrajew aus Kasachstan nicht verteidigen. Er sicherte sich aber mit einem Sieg über Adam Kurak aus Russland eine Bronzemedaille.
Auch 2018 gewann er bei den internationalen Meisterschaften zwei Medaillen. Im April 2018 kam er in der Gewichtsklasse bis 72 kg nach einer Erstrundenniederlage gegen Adam Kurak mit Siegen über Jan Zizka, Tschechien und Geworg Sahakjan aus Polen zu einer Bronzemedaille. Bei der Weltmeisterschaft im heimischen Budapest besiegte er in der gleichen Gewichtsklasse Tarek Aziz Benaissa aus Frankreich, Joilson de Brito Ramos Junior aus Brasilien und Aik Mnazakanjan aus Bulgarien und stand damit im Finale dem Titelverteidiger Frank Stäbler gegenüber. In einem offenen Kampf unterlag er knapp mit 1:2 Punkten und belegte den 2. Platz.

## Internationale Erfolge
| Jahr | Platz | Wettbewerb                                         | Gewichtsklasse | Ergebnisse |
| 2003 | 8.    | Junioren-EM (Cadets) in Rostow                     | bis 46 kg      | Sieger: Achmed Gadschimuradow, Russland |
| 2004 | 2.    | Junioren-EM (Cadets) in Albena/Bulgarien           | bis 50 kg      | hinter Achmed Gadschimuradow, vor Robert Kirakosjan, Armenien |
| 2005 | 22.   | Junioren-WM in Vilnius                             | bis 55 kg      | Sieger: Hamid Soryan Reihanpour, Iran vor Scherali Schodmanow, Usbekistan |
| 2006 | 2.    | Junioren-EM in Szombathely                         | bis 60 kg      | hinter Söner Sucu, Türkei |
| 2007 | 3.    | Junioren-EM in Belgrad                             | bis 66 kg      | hinter Aleksandar Maksimović, Serbien und Rafik Huseinow, Aserbaidschan |
| 2007 | 21.   | Junioren-WM in Peking                              | bis 66 kg      | nach einer Niederlage gegen Rafik Huseinow |
| 2008 | 20.   | EM in Tampere                                      | bis 60 kg      | nach einer Niederlage gegen Rewas Laschchi, Georgien |
| 2008 | 23.   | Olympia-Qualifik.-Turnier in Novi Sad              | bis 60 kg      | Sieger: Sebastien Hidalgo, Frankreich vor Stig Andre Berge, Norwegen |
| 2009 | 6.    | Welt-Cup in Clermont-Ferrand                       | bis 66 kg      | hinter Darchan Bajachmetow, Kasachstan, Seiran Somonjan, Russland, Rasul Tschunajew, Ambako Awtandilowitsch Watschadse, Russland und Chosrow Melikjan, Armenien                                               |
| 2010 | 2.    | Universitäten-WM in Turin                          | bis 66 kg      | hinter Rasul Tschunajew |
| 2011 | 1.    | „Ion-Corneanu“-Memorial in Targoviste/Rumänien     | bis 66 kg      | vor Ionut Panait, Rumänien |
| 2012 | 17.   | EM in Belgrad                                      | bis 66 kg      | nach einer Niederlage gegen Emilian Todorow, Bulgarien |
| 2012 | 1.    | „Ljubomir-Ivanovic-Gedza“-International in Belgrad | bis 66 kg      | vor Davor Štefanek, Serbien, Daniel Janecic, Kroatien und Dragan Desic, Serbien |
| 2012 | 1.    | Golden-Grand-Prix in Baku                          | bis 66 kg      | vor Jaroslaw Kardusch, Weißrussland, Rasul Tschunajew und Denis Demjakow, Ukraine |
| 2013 | 20.   | EM in Tiflis                                       | bis 74 kg      | nach Niederlagen gegen Surabi Datunaschwili, Georgien und Bozo Starcevic, Kroatien |
| 2013 | 26.   | WM in Budapest                                     | bis 74 kg      | nach einer Niederlage gegen Andrew Bisek, USA |
| 2014 | 10.   | WM in Taschkent                                    | bis 71 kg      | nach einem Sieg über Armen Wardanjan, Ukraine, einer Niederlage gegen Tschingis Labasanow, Russland, einem Sieg über Aleksandar Maksimović und einer Niederlage gegen Afschin Byabangard, Iran                |
| 2015 | 1.    | FILA-Grand-Prix in Budapest                        | bis 71 kg      | vor Ilie Cojocaru, Rumänien, Nurschan Nadirow, Kasachstan und Ramin Taherisartang, Iran |
| 2015 | 2.    | 1. Europäische Spiele in Baku                      | bis 71 kg      | nach Siegen über Zackarias Tallroth, Schweden, Frank Stäbler, Deutschland und Mindia Zulukidse, Georgien und einer Niederlage gegen Rasul Tschunajew                                                          |
| 2015 | 30.   | WM in Las Vegas                                    | bis 71 kg      | nach einer Niederlage gegen Justin Henry Lester, USA |
| 2016 | 3.    | EM in Riga                                         | bis 71 kg      | nach Siegen über Pawel Ljach, Weißrussland, Narek Grigorjan, Russland und Dominik Etlinger, Kroatien, einer Niederlage gegen Varschan Boranjan, Armenien und einem Sieg über Tomi Claudiu Hinoveanu, Rumänien |
| 2016 | 1.    | WM in Budapest                                     | bis 71 kg      | nach Siegen über Kairatbek Tugolbajew, Kirgisistan, Aleksandar Maksimović, Dawid Karecinski, Polen, Ilie Cojocaru, Rumänien und Daniel Cataraga, Moldawien                                                    |
| 2017 | 1.    | EM in Novi Sad                                     | bis 71 kg      | nach Siegen über Christoph Burger, Österreich, Nicolas Christen, Schweiz, Murat Dag, Türkei, Abujasid Manzigow, Russland und Pawel Ljach                                                                      |
| 2017 | 2.    | „Wladyslaw-Pytlasinski“-Memorial in Warschau       | bis 71 kg      | hinter Frank Stäbler, vor Abujasid Manzigow und Schmagi Bolkwadse, Georgien |
| 2017 | 3.    | WM in Paris                                        | bis 71 kg      | nach Siegen über Benedikt Puffer, Österreich, Leos Drmola, Slowakei und Mahmoud Ibrahim Ghanem, Ägypten, einer Niederlage gegen Demeu Schadyrajew, Kasachstan und einem Sieg über Adam Kurak, Russland        |
| 2018 | 1.    | Cerro Pelado International in Havanna              | bis 72 kg      | vor Yosvani Pena Flores, Kuba, Anthony Sanders, Deutschland und Logan Kass, USA |
| 2018 | 3.    | EM in Kaspiisk                                     | bis 72 kg      | nach einer Niederlage gegen Adam Kurak und Siegen über Jan Zizka, Tschechien und Geworg Sahakjan, Polen |
| 2018 | 3.    | „Oleg-Karawajew“-Memorial in Minsk                 | bis 72 kg      | hinter Ramas Zoidze und Schmagi Bolkwadse, beide Georgien |
| 2018 | 2.    | WM in Budapest                                     | bis 72 kg      | nach Siegen über Tarek Aziz Benaissa, Algerien, Joilson de Brito Ramos Junior, Brasilien und Aik Mnazakanjan, Bulgarien und einer Niederlage gegen Frank Stäbler, Deutschland                                 |

## Ungarische Meisterschaften
Bálint Korpási wurde 2008, 2010 und 2011 ungarischer Meister in der Gewichtsklasse bis 66 g und 2014, 2016 und 2017 in der Gewichtsklasse bis 71 kg Körpergewicht.